# Paapa Essiedu
Paapa Kwaakye Essiedu ( /ˈpɑːpə_ˌɛsiˈeɪduː/;) es un actor británico de origen ghanés. Por su actuación en la miniserie I May Destroy You (2020), recibió nominaciones al Primetime Emmy y al British Academy Television Award. Ganó el Premio Ian Charleson en 2016 por sus papeles en las producciones de Hamlet y El rey Lear de la Royal Shakespeare Company.

## Primeros años y educación
Nacido en el Guy's Hospital de Southwark de padres ganeses, Essiedu se crio en Walthamstow, al este de Londres, con su madre, profesora de moda y diseño. Su padre Tony había regresado a Ghana, donde Essiedu tiene un medio hermano y una hermana, y murió cuando Essiedu tenía 14 años.
Essiedu asistió a la Forest School con una beca. Activo en equipos deportivos y producciones teatrales, mientras crecía quería ser médico. Essiedu desarrolló un interés por Shakespeare y fue aceptado en la Guildhall School of Music and Drama, donde conoció y trabajó con Michaela Coel. Perdió a su madre por cáncer de mama mientras estaba en la escuela de teatro.

## Carrera

### Teatro
Essiedu se unió a la Royal Shakespeare Company (RSC) en 2012 para interpretar a Fenton en la producción de Phillip Breen de Las alegres comadres de Windsor. Posteriormente, se unió al National Theatre, interpretando a Borgoña y suplendo a Edmund en la producción de Sam Mendes de El rey Lear. Cuando Sam Troughton perdió la voz durante una actuación, Essiedu intervino e interpretó el papel con gran éxito de crítica. Apareció en Outside on the Street (Pleasance Theatre) , Black Jesus (Finborough Theatre) , Romeo y Julieta (Tobacco Factory) , You For Me For You (Royal Court).
En 2016, Essiedu protagonizó las producciones de la Royal Shakespeare Company de Hamlet como el papel principal y El rey Lear como Edmund. Los jueces describieron Hamlet de Essiedu como uno que el público escuchó "completamente quieto", y observaron que la actuación de Essiedu podía ganar seis peniques: dulce, juguetona y coqueta en un minuto, y tremendamente inteligente al siguiente. "Como todos los grandes actores", comentó un juez, "hizo suyas todas las líneas". Se decía que su Edmund en El rey Lear transmitía un desprecio y un cinismo escalofriantes. En 2022, Essiedu regresó al teatro en A Number en The Old Vic, con Lennie James.

### Cine y televisión
Essiedu comenzó su carrera televisiva con papeles como Demetrius en la adaptación cinematográfica para televisión de Russell T Davies de A Midsummer Night's Dream, Otto en la miniserie dramática de época La casa de las miniaturas, Nate Akindele en la miniserie Kiri de Channel 4 y Ed Washburn en el drama Press de BBC One.
En 2020, Essiedu interpretó a Alex Dumani en el drama criminal de Sky Atlantic Gangs of London y a Kwame en la serie I May Destroy You de BBC One. Por este último, Essiedu recibió elogios de la crítica, varias nominaciones destacadas y ganó el premio al Mejor Reparto junto al resto del elenco en la 36.ª edición de los Independent Spirit Awards. Luego interpretó a Jorge Bolena, segundo vizconde de Rochford en Anne Boleyn de tres partes para Channel 5 en 2021.
En 2022, Essiedu comenzó a protagonizar la serie de ciencia ficción en bucle temporal de Sky Max, The Lazarus Project. También apareció en Men de Alex Garland y se unió al elenco de The Capture en BBC One para su segunda serie como Isaac Turner, Ministro de Seguridad y diputado de Hazlemere South.

### Audio
Paapa prestó su voz a Tunde en el drama de BBC Radio 3 As Innocent As You Can Get (2016) de Rex Obano, y en el drama de BBC Radio 4 Wide Open Spaces el mismo año, en el que interpretó el papel de un hombre decidido a superar su agorafobia para cumplir su promesa de visitar la tumba de su hija en el primer aniversario de su muerte.

## Vida personal
Desde 2016, Essiedu mantiene una relación con la actriz y comediante Rosa Robson.

## Filmografía

### Películas
| Año  | Título                       | Papel             | Notas |
| ---- | ---------------------------- | ----------------- | ----- |
| 2017 | Murder on the Orient Express | Sargento Campbell |       |
| 2022 | Men                          | James             |       |
| 2023 | Genie                        | Bernard Bottle    |       |
| —    | Kill the Light               | Tom               |       |
| 2024 | The Outrun                   | Daynin            |       |

### Televisión
| Año       | Título                    | Papel         | Notas                     |
| --------- | ------------------------- | ------------- | ------------------------- |
| 2013      | Utopia                    | Roy           | 2 episodios               |
| 2015      | Not Safe For Work         | Paul          | 1 episodio                |
| 2016      | A Midsummer Night's Dream | Demetrius     | Película de televisión    |
| 2017      | La casa de las miniaturas | Otto          | 3 episodios               |
| 2018      | Kiri                      | Nate Akindele | 4 episodios               |
| 2018      | Press                     | Ed Washburn   | 6 episodios               |
| 2018      | Black Earth Rising        | Jaalen        | Episodio: "In Other News" |
| 2020–2022 | Gangs of London           | Alex Dumani   | 8 episodios               |
| 2020      | I May Destroy You         | Kwame         | 12 episodios              |
| 2021      | Anne Boleyn               | George Boleyn | 3 episodios               |
| 2022      | The Lazarus Project       | George        | 8 episodios               |
| 2022      | The Capture               | Isaac Turner  | 6 episodios               |
| 2023      | Black Mirror              | Gaap          | Episodio: "Demon 79"      |
| 2027      | Harry Potter              | Severus Snape | Elenco principal          |

## Teatro
| Año        | Título             | Papel       | Notas                |
| ---------- | ------------------ | ----------- | -------------------- |
| 2013       | Black Jesus        | Gabriel     |                      |
| 2014       | El rey Lear        | Burgundy    | The National Theatre |
| 2015       | Romeo y Julieta    | Romeo       |                      |
| 2015       | You For Me For You | Wade        |                      |
| 2016, 2018 | Hamlet             | Hamlet      | Gira                 |
| 2016       | King Lear          | Edmund      |                      |
| 2017       | Racing Demon       | Tony Ferris | Theatre Royal, Bath  |
| 2018       | Pinter One         | Various     |                      |
| 2022       | A Number           | Various     | Old Vic Theatre      |
| 2023       | The Effect         | Tristan     | National Theatre     |